# Rattus miyakoensis
Rattus miyakoensis — вид ссавців-гризунів з родини мишевих (Muridae). Вид описано з пізнього плейстоцену печери ПінзаАбу, острів Міяко, Японія. R. miyakoensis має занадто великий розмір зуба, і його атрибуція викликає сумніви.